# Kanadas Grand Prix 2012
Kanadas Grand Prix 2012, officiellt Formula 1 Grand Prix du Canada 2012, var en Formel 1-tävling som hölls den 10 juni 2012 på Circuit Gilles Villeneuve i Montreal, Kanada. Det var den sjunde tävlingen av Formel 1-säsongen 2012 och kördes över 70 varv. Vinnare av loppet blev Lewis Hamilton för McLaren, tvåa blev Romain Grosjean för Lotus och trea blev Sergio Pérez för Sauber.

## Kvalet

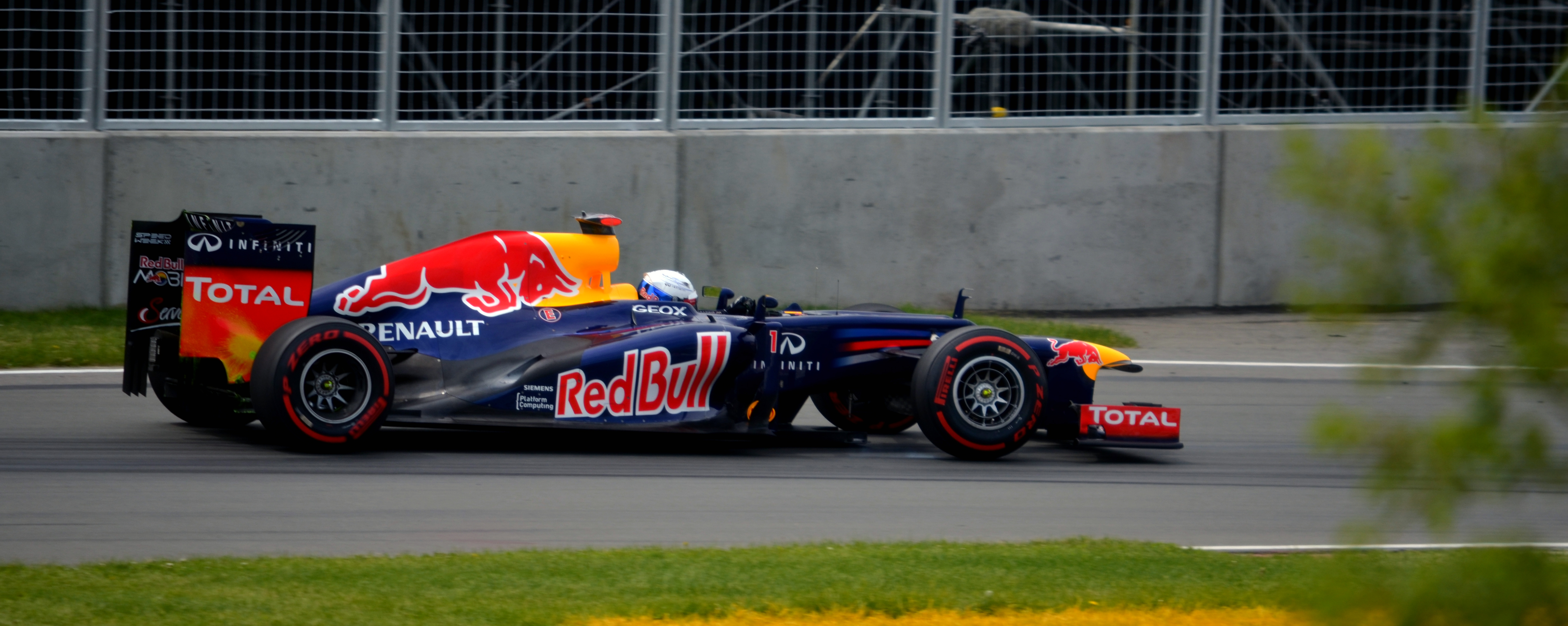
Sebastian Vettel tog pole position.

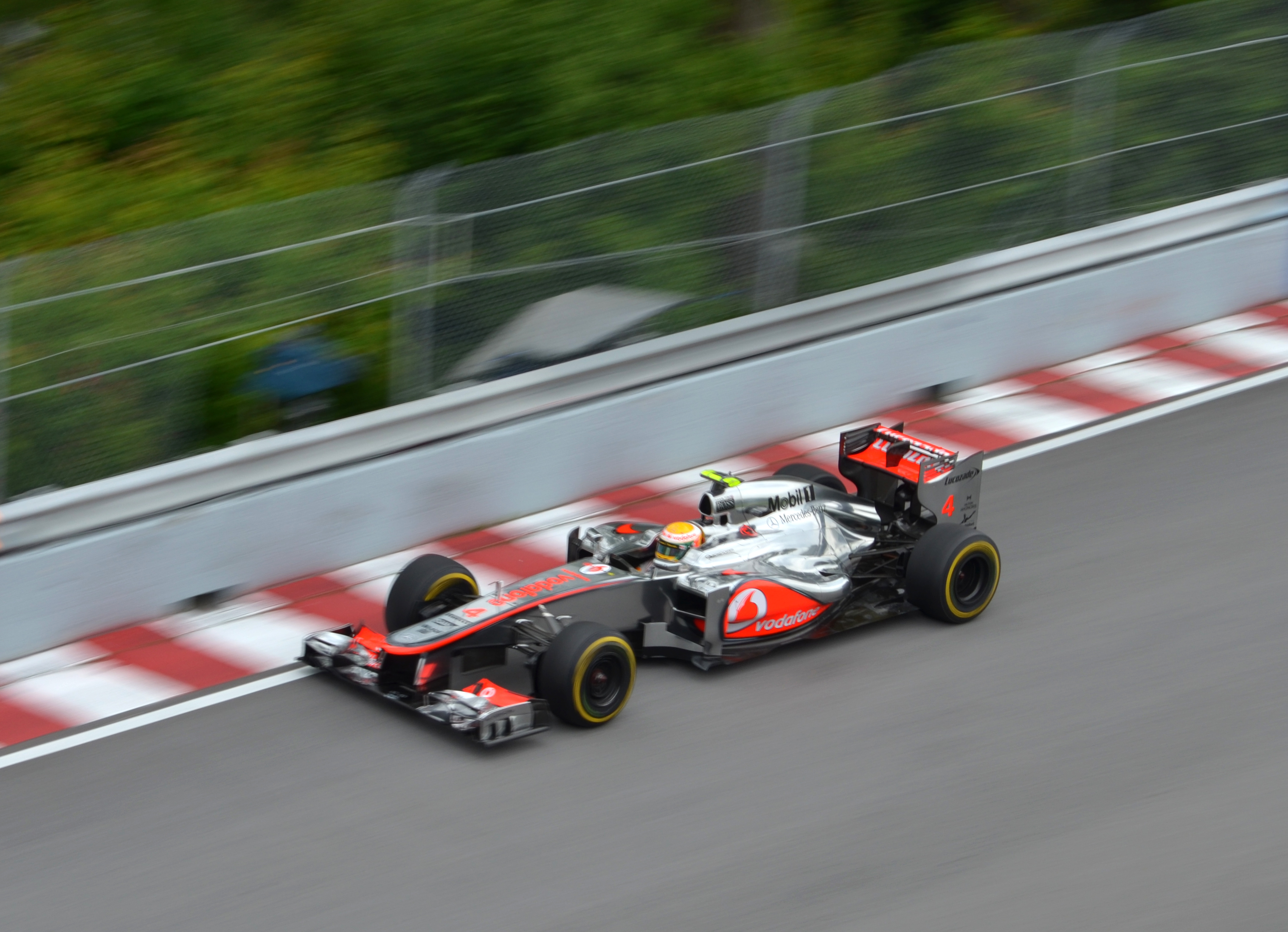
Lewis Hamilton kvalade tvåa.

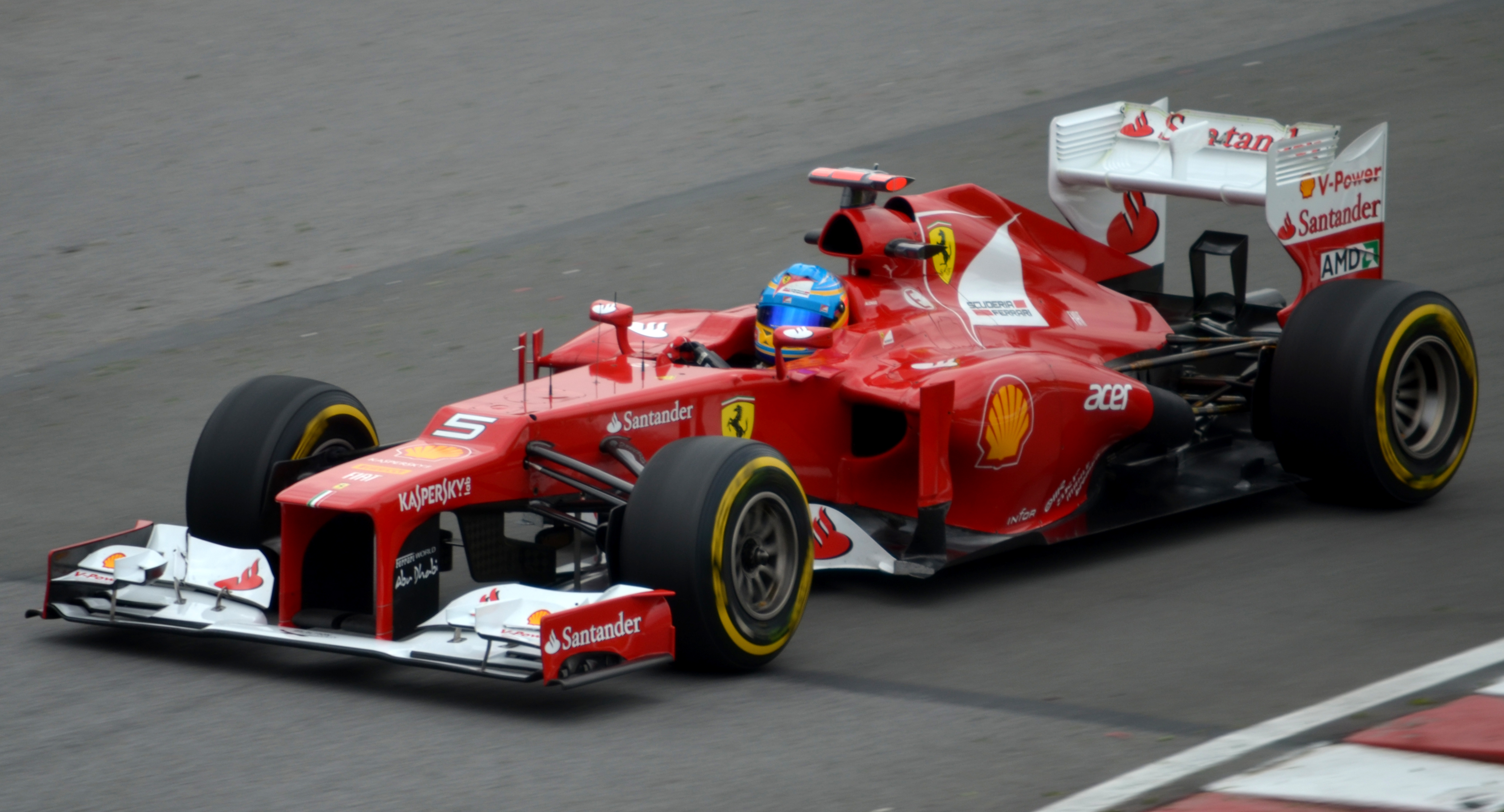
Fernando Alonso startade från den tredje startrutan.

| KR. | Nr | Förare             | Konstruktör          | Q1       | Q2       | Q3       | Grid |
| --- | -- | ------------------ | -------------------- | -------- | -------- | -------- | ---- |
| 1   | 1  | Sebastian Vettel   | Red Bull-Renault     | 1.14,661 | 1.14,187 | 1.13,784 | 1    |
| 2   | 4  | Lewis Hamilton     | McLaren-Mercedes     | 1.14,891 | 1.14,371 | 1.14,087 | 2    |
| 3   | 5  | Fernando Alonso    | Ferrari              | 1.14,916 | 1.14,314 | 1.14,151 | 3    |
| 4   | 2  | Mark Webber        | Red Bull-Renault     | 1.14,956 | 1.14,479 | 1.14,346 | 4    |
| 5   | 8  | Nico Rosberg       | Mercedes             | 1.15,098 | 1.14,568 | 1.14,411 | 5    |
| 6   | 6  | Felipe Massa       | Ferrari              | 1.15,194 | 1.14,641 | 1.14,465 | 6    |
| 7   | 10 | Romain Grosjean    | Lotus-Renault        | 1.15,163 | 1.14,627 | 1.14,645 | 7    |
| 8   | 11 | Paul di Resta      | Force India-Mercedes | 1.15,019 | 1.14,639 | 1.14,705 | 8    |
| 9   | 7  | Michael Schumacher | Mercedes             | 1.14,892 | 1.14,480 | 1.14,812 | 9    |
| 10  | 3  | Jenson Button      | McLaren-Mercedes     | 1.14,799 | 1.14,680 | 1.15,182 | 10   |
| 11  | 14 | Kamui Kobayashi    | Sauber-Ferrari       | 1.15,101 | 1.14,688 |          | 11   |
| 12  | 9  | Kimi Räikkönen     | Lotus-Renault        | 1.14,995 | 1.14,734 |          | 12   |
| 13  | 12 | Nico Hülkenberg    | Force India-Mercedes | 1.15,107 | 1.14,748 |          | 13   |
| 14  | 16 | Daniel Ricciardo   | Toro Rosso-Ferrari   | 1.15,552 | 1.15,078 |          | 14   |
| 15  | 15 | Sergio Pérez       | Sauber-Ferrari       | 1.15,326 | 1.15,156 |          | 15   |
| 16  | 19 | Bruno Senna        | Williams-Renault     | 1.14,995 | 1.15,170 |          | 16   |
| 17  | 18 | Pastor Maldonado   | Williams-Renault     | 1.14,979 | 1.15,231 |          | 221  |
| 18  | 20 | Heikki Kovalainen  | Caterham-Renault     | 1.16,263 |          |          | 17   |
| 19  | 21 | Vitalij Petrov     | Caterham-Renault     | 1.16,482 |          |          | 18   |
| 20  | 17 | Jean-Éric Vergne   | Toro Rosso-Ferrari   | 1.16,602 |          |          | 19   |
| 21  | 22 | Pedro de la Rosa   | HRT-Cosworth         | 1.17,492 |          |          | 20   |
| 22  | 24 | Timo Glock         | Marussia-Cosworth    | 1.17,901 |          |          | 21   |
| 23  | 25 | Charles Pic        | Marussia-Cosworth    | 1.18,255 |          |          | 23   |
| 24  | 23 | Narain Karthikeyan | HRT-Cosworth         | 1.18,330 |          |          | 24   |

| Vidare från första kvalrundan ▬▬ Vidare från andra kvalrundan ▬▬ |

Noteringar:
- ^1  — Pastor Maldonado fick fem platsers nedflyttning för ett otillåtet växellådsbyte.[1]

## Loppet

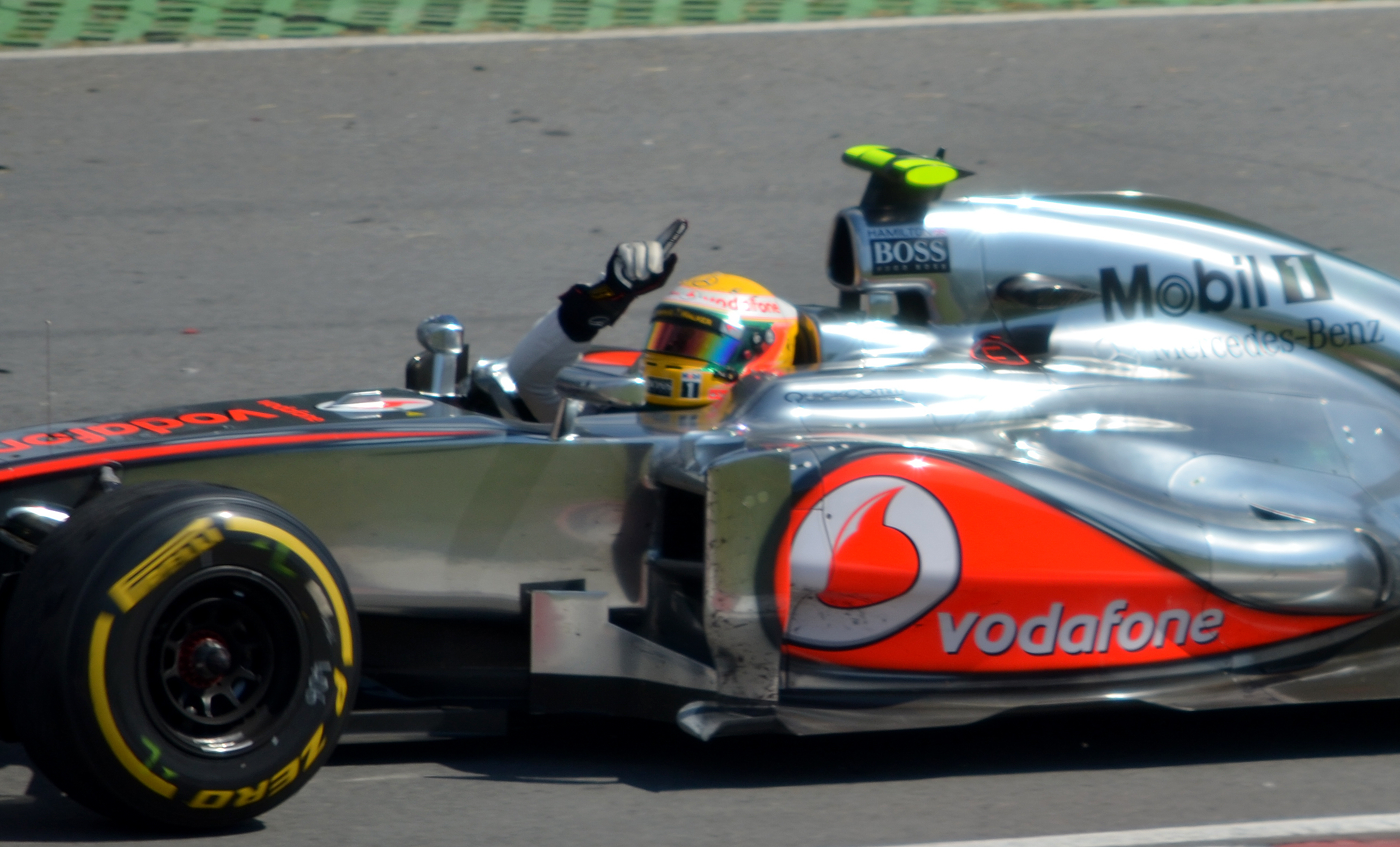
Lewis Hamilton vann loppet.

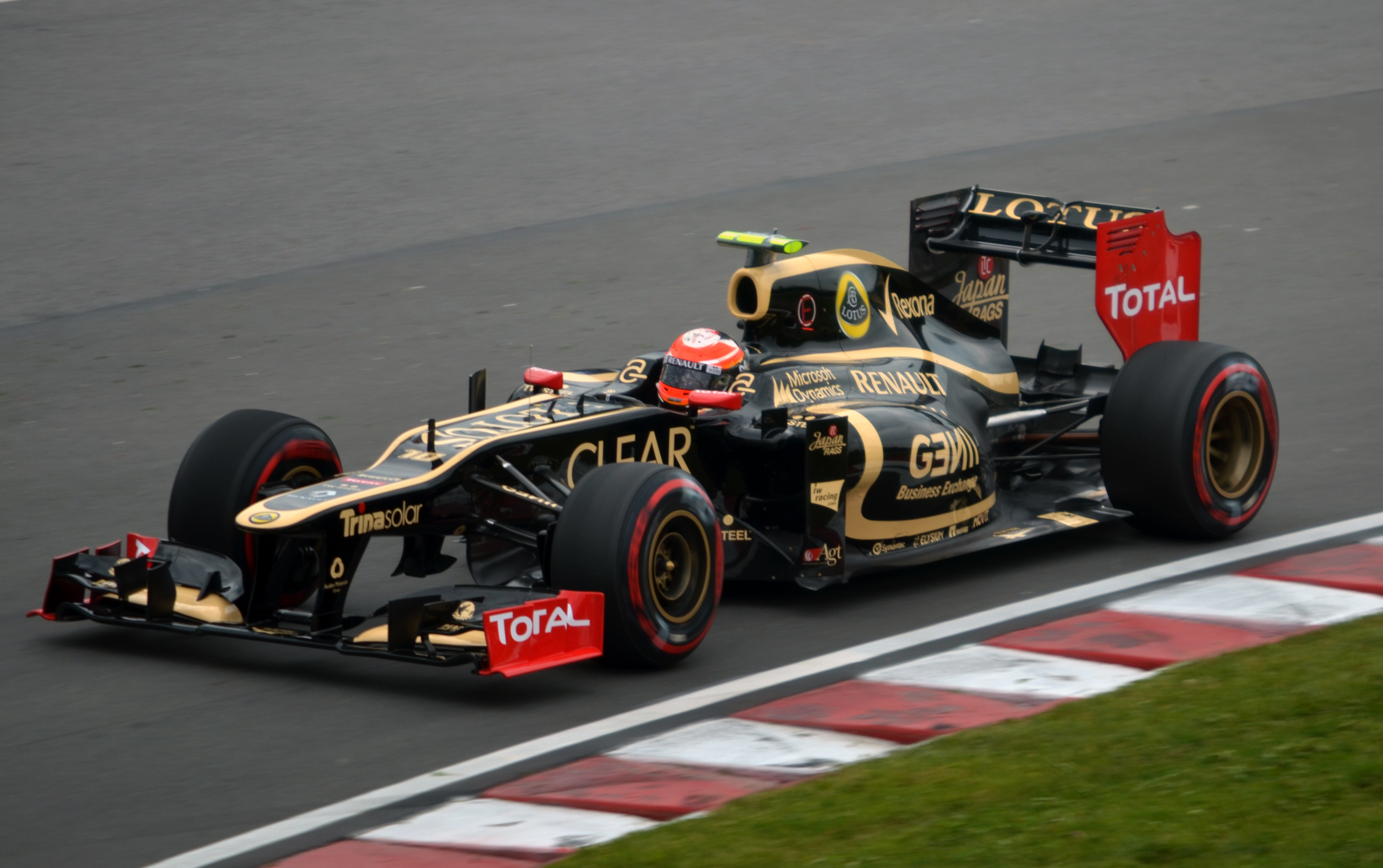
Romain Grosjean blev tvåa

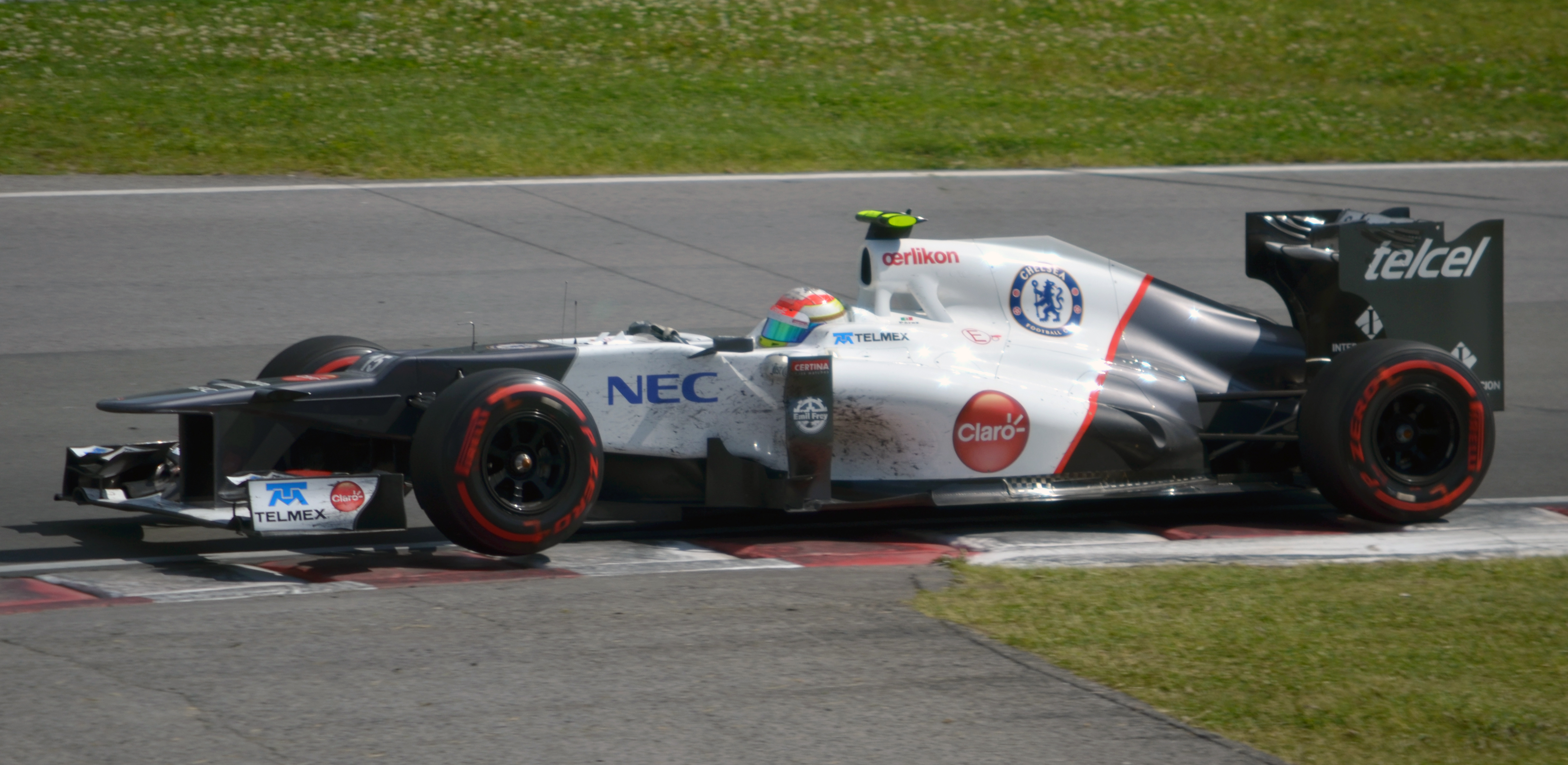
Sergio Pérez gick i mål på tredje plats.

| Pos. | Nr | Förare             | Konstruktör          | Varv | Tid         | Grid | P  |
| ---- | -- | ------------------ | -------------------- | ---- | ----------- | ---- | -- |
| 1    | 4  | Lewis Hamilton     | McLaren-Mercedes     | 70   | 1:32.29,586 | 2    | 25 |
| 2    | 10 | Romain Grosjean    | Lotus-Renault        | 70   | +2,513      | 7    | 18 |
| 3    | 15 | Sergio Pérez       | Sauber-Ferrari       | 70   | +5,260      | 15   | 15 |
| 4    | 1  | Sebastian Vettel   | Red Bull-Renault     | 70   | +7,295      | 1    | 12 |
| 5    | 5  | Fernando Alonso    | Ferrari              | 70   | +13,411     | 3    | 10 |
| 6    | 8  | Nico Rosberg       | Mercedes             | 70   | +13,842     | 5    | 8  |
| 7    | 2  | Mark Webber        | Red Bull-Renault     | 70   | +15,085     | 4    | 6  |
| 8    | 9  | Kimi Räikkönen     | Lotus-Renault        | 70   | +15,567     | 12   | 4  |
| 9    | 14 | Kamui Kobayashi    | Sauber-Ferrari       | 70   | +24,432     | 11   | 2  |
| 10   | 6  | Felipe Massa       | Ferrari              | 70   | +25,272     | 6    | 1  |
| 11   | 11 | Paul di Resta      | Force India-Mercedes | 70   | +37,693     | 8    |    |
| 12   | 12 | Nico Hülkenberg    | Force India-Mercedes | 70   | +46,236     | 13   |    |
| 13   | 18 | Pastor Maldonado   | Williams-Renault     | 70   | +47,052     | 22   |    |
| 14   | 16 | Daniel Ricciardo   | Toro Rosso-Ferrari   | 70   | +1.04,475   | 14   |    |
| 15   | 17 | Jean-Éric Vergne   | Toro Rosso-Ferrari   | 69   | +1 varv     | 19   |    |
| 16   | 3  | Jenson Button      | McLaren-Mercedes     | 69   | +1 varv     | 10   |    |
| 17   | 19 | Bruno Senna        | Williams-Renault     | 69   | +1 varv     | 16   |    |
| 18   | 20 | Heikki Kovalainen  | Caterham-Renault     | 69   | +1 varv     | 17   |    |
| 19   | 21 | Vitalij Petrov     | Caterham-Renault     | 69   | +1 varv     | 18   |    |
| 20   | 25 | Charles Pic        | Marussia-Cosworth    | 67   | +3 varv     | 23   |    |
| Ret  | 24 | Timo Glock         | Marussia-Cosworth    | 56   | Bromsar     | 21   |    |
| Ret  | 7  | Michael Schumacher | Mercedes             | 43   | DRS         | 9    |    |
| Ret  | 22 | Pedro de la Rosa   | HRT-Cosworth         | 24   | Bromsar     | 20   |    |
| Ret  | 23 | Narain Karthikeyan | HRT-Cosworth         | 22   | Bromsar     | 24   |    |

| Förare och stall som tog poäng ▬▬ |

## Ställning efter loppet
|     | Pos. | Förare           | Poäng |
| --- | ---- | ---------------- | ----- |
| ▲ 3 | 1    | Lewis Hamilton   | 88    |
| ▼ 1 | 2    | Fernando Alonso  | 86    |
| ▼ 1 | 3    | Sebastian Vettel | 85    |
| ▼ 1 | 4    | Mark Webber      | 79    |
| ▬   | 5    | Nico Rosberg     | 67    |

|     | Pos. | Konstruktör      | Poäng |
| --- | ---- | ---------------- | ----- |
| ▬   | 1    | Red Bull-Renault | 164   |
| ▬   | 2    | McLaren-Mercedes | 133   |
| ▲ 1 | 3    | Lotus-Renault    | 108   |
| ▼ 1 | 4    | Ferrari          | 97    |
| ▬   | 5    | Mercedes         | 69    |

- Notering: Endast de fem bästa placeringarna i vardera mästerskap finns med på listorna.